# Cordell-Lorenz Observatory
Das Cordell-Lorenz Observatory (IAU-Nummer 850) ist eine Sternwarte in Sewanee in Tennessee auf einer Meereshöhe von 590 m, die im Besitz der University of the South ist und von dieser auch betrieben wird.
Die Sternwarte besitzt einen 1897 hergestellten Alvan-Clark-Refraktor mit einer Apertur von sechs Zoll, der in der Hauptkuppel untergebracht ist. Weitere Teleskope umfassen Öffnungsweiten von 3,5 bis 12,5 Zoll.
Beobachtungszeiten für die Öffentlichkeit sind an Donnerstagen von 20:00 bis 22:00 Uhr während der Semesterzeiten möglich.